# Nausithoidae
Die Nausithoidae sind eine Familie der Schirmquallen (Scyphozoa). Derzeit sind etwa 26 Arten bekannt, die meist in tieferen Gewässern leben.

## Merkmale
Die Familie umfasst sowohl metagenetische Gattungen als auch eine Gattung, die nur (noch) ein Polypenstadium bildet. Die Polypen sitzen in schlanken Peridermröhren aus Chitin und können durch Strobilation Ephyralarven produzieren, die sich zu Medusen weiterentwickeln, aber auch Planuloide (oder planulalarven-ähnliche Gebilde), die lediglich wieder zu Polypen auswachsen. Die Medusen haben acht Rhopalia, acht Tentakel, 16 randliche Lappen und 16 radiale Magentaschen. Die Medusen sind meist relativ klein (9–35 mm).

## Geographisches Vorkommen
Die Arten der Familie sind weltweit verbreitet. Die meisten Arten kommen in größeren Tiefen vor. Nausithoë werneri Jarms, 1990, kommt z. B. in Tiefen von 200 bis 3000 m Tiefe vor. Dagegen wurde Thecoscyphus zibrowii bisher nur in Unterwasserhöhlen in 5 und 15 m Wassertiefe gefunden.

## Systematik
Derzeit werden der Familie Nausithoidae drei Gattungen zugewiesen:
- Nausithoe Kölliker, 1853,
- Palephyra Haeckel, 1880, sowie
- Thecoscyphus Werner, 1984, mit:
  - Thecoscyphus zibrowii Werner, 1984.

Nach ersten molekulargenetischen Untersuchungen sind die Nausithoidae aber wohl polyphyletisch.